# 9662 Frankhubbard
9662 Frankhubbard è un asteroide della fascia principale. Scoperto nel 1996, presenta un'orbita caratterizzata da un semiasse maggiore pari a 2,7660068 UA e da un'eccentricità di 0,1731377, inclinata di 9,31607° rispetto all'eclittica.